# 빈도리
빈도리는 장미목 수국과의 나무이다. 학명은 Deutzia crenata이다.
일본 원산이며 일본말발도리라고도 부른다. 갈잎떨기나무이며 관상수로 심어 기른다. 키는 1~3m 정도이고, 나무껍질은 회갈색이며 줄기의 속이 비어 있다. 그래서 빈도리라는 이름이 붙었다. 어린 가지는 붉은색을 띠며 나이 든 가지는 껍질이 벗겨진다. 잎은 마주나고 달걀이거나 타원 모양이며 길이 3~6cm, 폭 1.5~3cm 정도이다. 잎 끝으로 갈수록 조금씩 뾰족해지며 가장자리에 잔톱니가 있다. 5~7월에 피는 흰색 꽃은 가지 끝의 총상꽃차례에 달리며 고개 숙인 것처럼 밑을 향한다. 열매는 삭과인데, 지름 3.5~6mm로 동글납작하고 끝에 암술대가 남아 있다.
겹꽃이 피는 나무를 만첩빈도리(Deutzia crenata for. plena Schneid)라고 한다.

## 사진

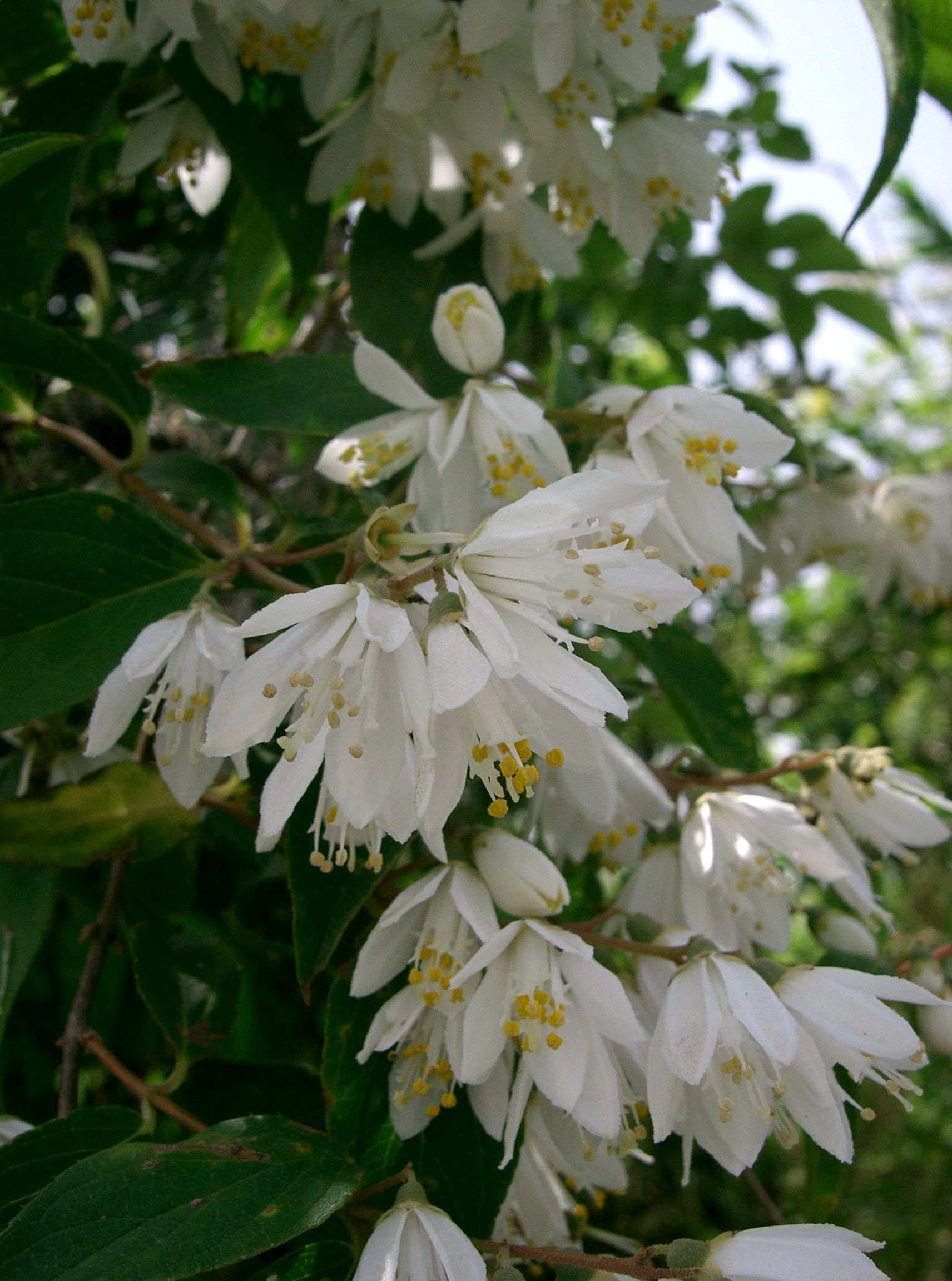
꽃
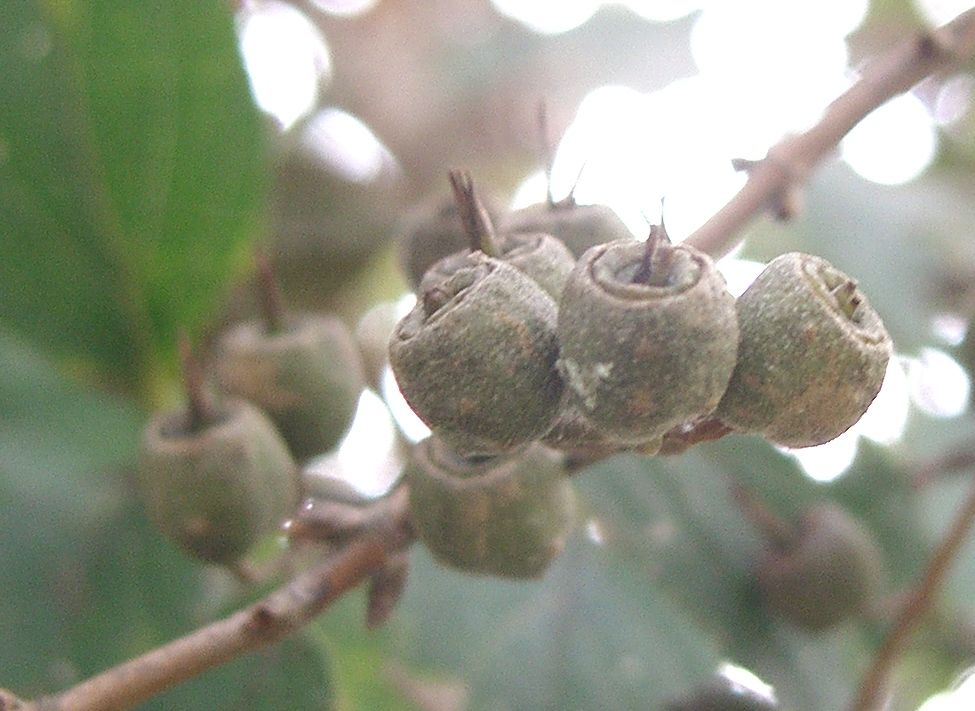
열매
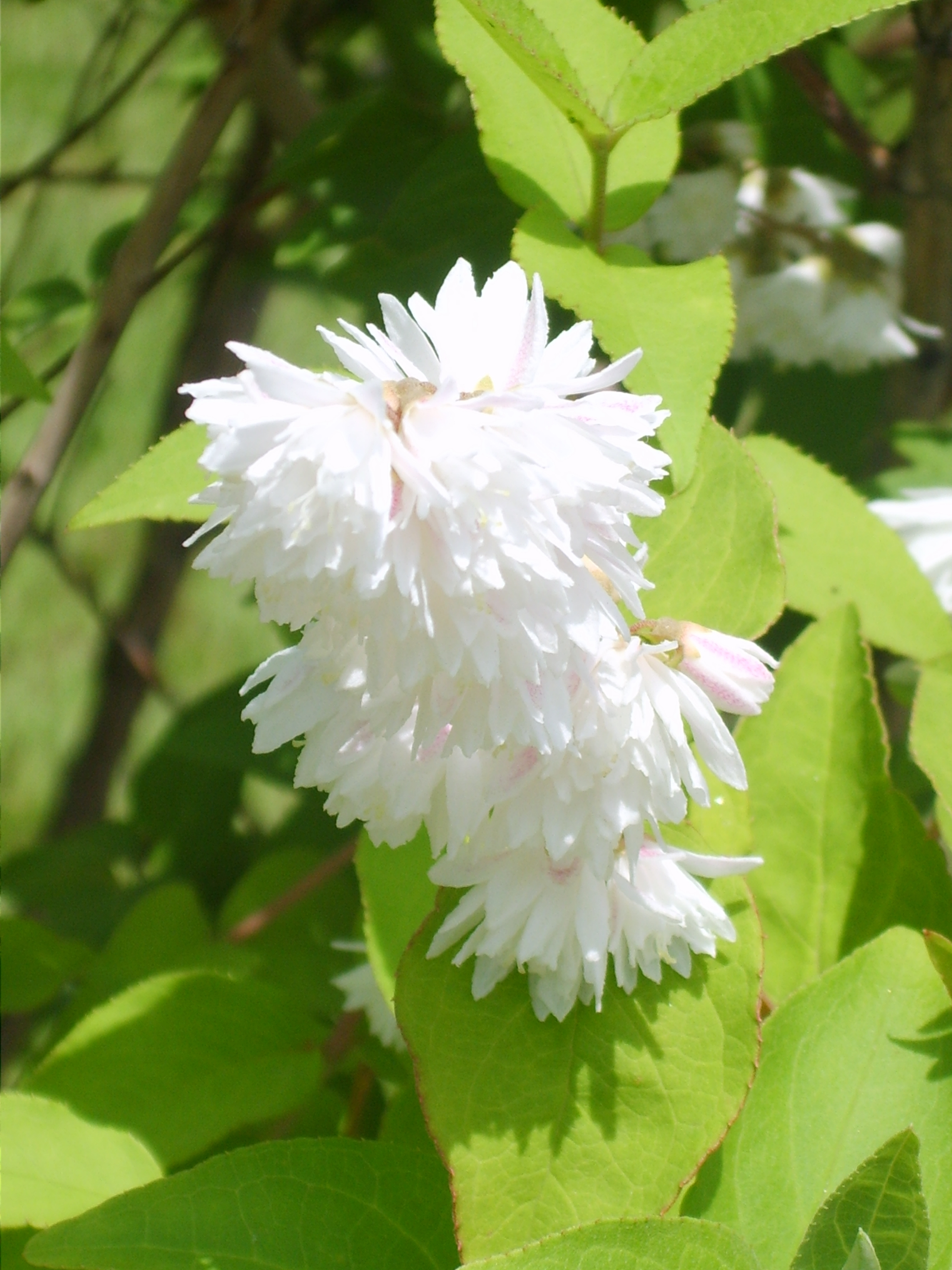
만첩빈도리 꽃

## 참고 문헌
- 윤주복 (2004). 《나무 쉽게 찾기》. 진선출판사. ISBN 978-89-7221-414-4.
- 풀베개 보관됨 2015-12-10 - 웨이백 머신